# En, men ett lejon!
Pour plus de détails, voir Fiche technique et Distribution.
En, men ett lejon! est un film suédois réalisé par Gustaf Molander, sorti en 1940.

## Fiche technique
- Titre : En, men ett lejon!
- Réalisation : Gustaf Molander
- Scénario : Gustaf Molander et Gösta Stevens
- Photographie : Julius Jaenzon
- Montage : Oscar Rosander
- Musique : Gunnar Johansson (en)
- Pays d'origine : Suède
- Format : Noir et blanc - 1,37:1
- Genre : comédie
- Durée : 94 minutes
- Date de sortie : 1940

## Distribution
- Håkan Westergren : Kurt Lejon
- Annalisa Ericson : Camilla Storm
- Marianne Aminoff : Linda Lejon
- Fridtjof Mjøen (en) : Harry Martin
- Tollie Zellman (en) : Mme Grönberg
- Eric Abrahamsson (en) : Mr Eugene
- Mimi Pollak : Miss Blom
- Lill-Tollie Zellman (sv) : Miss Lisa